# La Opinión (San Luis)
La Opinión es un semanario dominical publicado en la ciudad de San Luis, Argentina. Es propiedad del Grupo Payné S.A. y de sus medios asociados: El Diario de la República y Radio Lafinur (FM 90.9 MHz).
Fue fundado el 16 de marzo de 1913 por Adolfo Rodríguez Saá "El Pampa" y Umberto Rodríguez Saá, y es considerado el segundo diario más antiguo de la provincia.

## Historia
El diario La Opinión fue fundado el 16 de marzo de 1913 por Umberto Rodríguez Saá. Es considerado junto a La Voz del Sud de Villa Mercedes, un diario Decano de la provincia.
En la edición del 15 de abril de 1933 del diario La Opinión, puede leerse sobre Umberto Rodríguez Saá: "caballero destacado y de excepcionales condiciones, puntanos de estirpe nobilísima, fue un ciudadano que vivió enamorado de su provincia natal por cuyo progreso luchó infatigablemente".
Era la crónica de un sepelio y hablaban de Umberto Rodríguez Saá fallecido el 12 de abril a raíz de un infarto.
Desempeñó varias veces el cargo de presidente de la Cámara Legislativa y ocupó dos veces de manera interina el cargo de gobernador de la Provincia. Fue ministro de gobierno de los gobernadores Alberto Arancibia Rodríguez y de Laureano Landaburu.
El diario La Nación del 15 de abril de 1933 dice: "...era uno de los jóvenes que en los últimos tiempos se han destacado por una actuación encomiable en la administración de la provincia cuyana." Había nacido el 27 de diciembre de 1882.
El diario La Opinión en este nuevo desafío que nació en 2012 decidió rendirle tributo aquel hombre y a su legado.
El 18 de mayo del mismo año, «La Opinión» en su versión moderna de semanario, llegó nuevamente a manos de los lectores puntanos.